# Луиза Бельгийская
Луиза Мария Амелия (англ. Louise Marie Amélie; 18 февраля 1858, Брюссель — 1 марта 1924, Висбаден, Гессен-Нассау) — Её Королевское Высочество Принцесса Бельгийская, Принцесса Саксен-Кобургская и Готская, Герцогиня Саксонская (фр. Son Altesse Royale Princesse de Belgique, Princesse de Saxe-Cobourg et Gotha, Duchesse de Saxe, нидерл. Hare Koninklijke Hoogheid Prinses van België. Prinses van Saksen-Coburg en Gotha, Hertogin van Saksen). Старшая дочь короля Бельгии Леопольда II; с 1875 до 1906 года супруга Принца Филиппа Саксен-Кобург-Готского (1844—1921).

## Биография
Принцесса Луиза Мария Амелия родилась в Брюсселе и была первым ребёнком и старшей дочерью в семье короля Леопольда II и его супруги королевы Марии Генриетты. Рождение дочери было воспринято отцом без особой радости. Хотя в 1859 году у неё появился брат, Леопольд, а в 1864 году — сестра, Стефания, детство её было очень одиноким. Детей не баловали и воспитывали в спартанских условиях: они спали на жёстких кроватях, умывались холодной водой, в комнатах был минимум мебели. Леопольд II не уделял внимание дочерям, общаясь лишь с сыном-наследником. Мать предпочитала общество лошадей. Брак родителей, заключенный из династических соображений, не был счастливым. Позднее Луиза писала в своих письмах, что «они (родители) живут своей собственной жизнью, ни физически, ни психологически, ни рационально между ними не было какой-либо связи». 

В 1869 году погиб брат Луизы, единственный наследник Леопольда II. В 1872 году родилась третья дочь, принцесса Клементина, что ещё больше усилило холодность между родителями.
В 1870-х годах начались поиски жениха для подрастающей принцессы. Графиня Мария Фландрская, урождённая принцесса Гогенцоллерн, предлагала своего брата принца Фридриха Гогенцоллерн-Зигмаринген. Появились слухи о возможном сватовстве принца Наполеона Эжена, сына и наследника императора Наполеона III. Не желая осложнений с Третьей Французской республикой и избегая этого брака, семнадцатилетнюю Луизу поспешно обручили с её троюродным братом Филиппом Саксен-Кобург-Готским (1844—1921). Принц происходил из многочисленной династии Саксен-Кобург-Готских, к которой принадлежали и бельгийские короли. Но он не был блестящей партией, на которую могла бы рассчитывать дочь короля. 

Скромная свадьба состоялась 5 мая 1875 года в Брюсселе, на ней присутствовали граф Парижский, принц Уэльский и герцог Эрнст II Саксен-Кобург-Готский.

## Жизнь в Вене

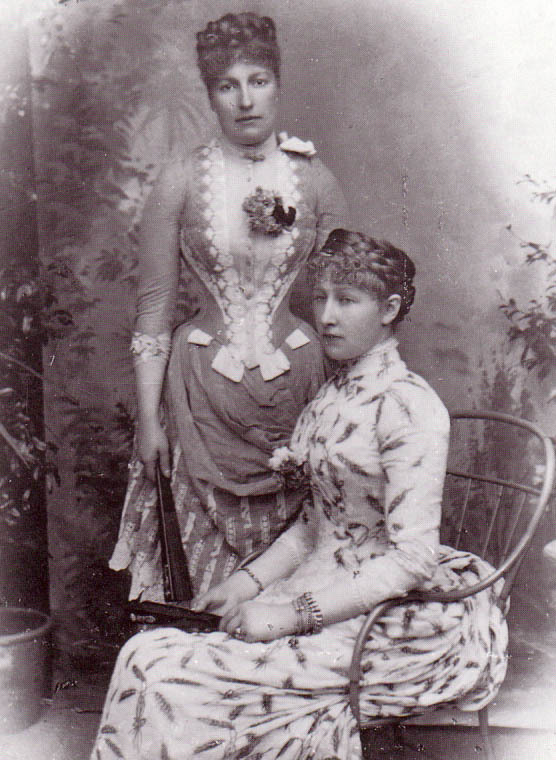
Сёстры Стефания и Луиза, ок. 1880

После свадьбы молодожёны отправились в Вену, где Луиза оказалась при блестящем венском дворе. Принц Филипп отдалился от своей молодой жены и вернулся к свободной жизни, которую вёл до брака. А Луиза очень скоро стала близкой подругой кронпринца Рудольфа (будущего супруга её младшей сестры Стефании), участвуя во всех его авантюрах. Похождения принцессы и её бесчисленные долги вызывали скандалы при венском дворе, но не помогло даже вмешательство матери, которой австрийские родственники сообщали о недопустимом поведении Луизы.

## Скандал
В 1895 году тридцатисемилетняя мать двоих детей Луиза встретила графа Гёзу Маташича (1868—1926), лейтенанта в хорватском полку австрийской армии. Между ними начался роман. В январе 1897 года Луиза оставила мужа и детей и отправилась в путешествие по Европе. Она пыталась добиться развода с мужем. 19 февраля 1898 года в Вене состоялась дуэль между принцем Филиппом и графом Маташичем, в результате которой принц был ранен в руку. Постепенно долги принцессы росли, но её отец и брошенный муж отказались их оплачивать. Леопольд II и Мария Генриетта отреклись от дочери, император Франц Иосиф I запретил принцессе Стефании общаться с сестрой. Не имея денег, граф подделал подпись Стефании на векселе. Он был приговорён к тюремному заключению на 4 года, принцессу Луизу поставили перед выбором: вернуться к мужу или отправиться в сумасшедший дом. Она выбрала последнее, в результате чего от неё отвернулись все близкие. Лишь в 1904 году освободившийся граф смог организовать её побег из лечебницы, где она провела 6 лет, после чего они отправились в Париж. 15 января 1906 года состоялся её развод с принцем Филиппом.
Принцесса Луиза скончалась 1 марта 1924 года в Висбадене, оставленная всеми родными, в возрасте шестидесяти шести лет.

## Дети
- Леопольд Клемент Филипп Август Мария (1878—1916) — не женат, бездетен.
- Доротея Мария Генриетта Августа Луиза (1881—1967) — с 1898 года супруга Эрнста Гюнтера, герцога Шлезвиг-Гольштейн-Зондербург-Аугустенбург.

## В литературе
Жизнь Луизы нашла отражение в книге Жюльеты Бенцони «В альковах королей».